# Jacopo Tiepolo
Jacopo Tiepolo (Venezia, prima del 1170 – Venezia, 19 luglio 1249) è stato un mercante, politico e diplomatico italiano, 43º doge della Repubblica di Venezia dal 6 marzo 1229 al maggio 1249, quando abdicò e si ritirò a vita privata.

## Biografia

### Origini e primi anni
Suo padre era Pietro, residente nella parrocchia di San Marcuola, mentre non si conosce il nome della madre. I Tiepolo rappresentavano allora una famiglia di populares, impegnata da circa un secolo nei commerci ma pressoché estranea alla vita politica.
La data di nascita viene fissata poco prima del 1170, infatti in un documento del 1190 è ricordato come un giovane mercante impegnato lungo la rotta per Costantinopoli; dallo stesso scritto risulta tra i suoi finanziatori Pietro Ziani, futuro doge.
Nel 1196 fece parte dell'equipaggio di una flotta mercantile che si ammutinò ad Abido, disattendendo l'ordine di tornare in patria al fine di tutelare i propri interessi economici.
Si sposò una prima volta con un'esponente degli Storlato (forse di nome Maria), un'altra famiglia del ceto mercantile. Da lei ebbe Maria, sposata a un Gradenigo, e tre maschi, Pietro, Giovanni e Lorenzo, che seguiranno le orme del padre in politica; l'ultimo, in particolare, fu eletto doge a sua volta nel 1268.

### Carriera politica
Jacopo fu il primo della sua famiglia ad intraprendere una rapida e inarrestabile ascesa sociale. La sua carriera iniziò nel 1205, quando fece parte dei quaranta elettori che nominarono doge Pietro Ziani. Nel 1207 divenne giudice di Comune, mentre nel 1209 fu nominato duca di Candia (come veniva designato il governatore di Creta).
L'incarico era tutt'altro che semplice: i nobili dell'isola, acquistata poco tempo prima da Bonifacio I del Monferrato, non intendevano sottomettersi alla Serenissima e si erano ribellati, sostenuti dalle incursioni dei corsari genovesi. Nel 1211 Tiepolo inviò invano un esercito sull'isola e alla fine dovette rivolgersi a Marco I Sanudo, un avventuriero veneziano che si era creato un piccolo feudo sulle isole Cicladi. L'intervento del Sanudo fu un successo, ma questi rifiutò di lasciare l'isola, sperando di poterla unire ai propri domini. L'occupazione ebbe termine solo nel 1213, dopo una lunga trattativa con il Tiepolo che poté rientrare a Venezia nel 1214.
Nel 1218, forte dell'esperienza maturata a Creta, fu scelto come podestà della colonia veneziana di Costantinopoli, allora capitale dell'impero latino d'Oriente. In questa veste, operando con larga autonomia rispetto agli interessi del governo locale, stipulò dei trattati commerciali con Teodoro I Lascaris, imperatore di Nicea (agosto 1219), e con Kayqubad I, sultano di Iconio (marzo 1220). È interessante notare come, in entrambe le occasioni, il Tiepolo si fosse qualificato come "despota dell'impero di Romania e dominatore della quarta parte e mezza dello stesso impero" (quest'ultimo titolo sarebbe spettato al doge), inoltre entrambi gli accordi non ebbero bisogno di essere ratificati dal governo veneziano. Nel periodo di transizione seguito alla morte dell'imperatrice Iolanda di Fiandra, esercitò un ruolo di primo piano nella vita pubblica dell'Impero, affiancando il reggente Conone di Béthune dal quale ottenne garanzie a favore dei veneziani; lo testimonia una lettera inviata al doge nel dicembre 1219, nella quale Tiepolo riporta dettagliatamente gli eventi e l'attività da lui svolta.
Nel gennaio 1221 si trovava a Roma, dove presenziò alla stesura dell'atto con cui il patriarca latino di Costantinopoli Matteo rinunziava ad estendere la propria giurisdizione sulle istituzioni religiose veneziane situate entro l'impero d'Oriente, lasciandole al patriarca di Grado. Nella seconda metà dello stesso anno ricoprì la carica di podestà di Treviso e in questa veste sottoscrisse una pace sfavorevole con Bertoldo d'Aquileia, che aveva invaso il territorio del Comune. Tornò successivamente a Roma, infatti all'inizio del 1223 fu in missione presso papa Onorio III perché togliesse alcune sanzioni imposte ai veneziani che vivevano nell'Impero d'Oriente. Tornò a Costantinopoli nell'autunno dello stesso anno, ancora una volta in qualità di podestà; nel febbraio del 1224 ottenne dall'imperatore Roberto di Courtenay un privilegio che ribadiva la preminenza economica dei mercanti veneziani, assegnando loro i tributi degli altri occidentali residenti nella capitale.
Nel 1227 fu ancora a Roma in missione e nello stesso anno tornò a ricoprire la carica di podestà di Treviso, distinguendosi nell'ambito legislativo. Rientrato a Venezia, a dimostrazione della posizione raggiunta, nel 1228 fu eletto membro del Minor Consiglio.
Quando nel 1229 il doge Pietro Ziani abdicò, il Tiepolo risultava uno dei favoriti alla carica; ma, sorprendentemente, i quaranta grandi elettori chiamati a nominare il successore si divisero esattamente a metà tra lui e Marino Dandolo, figlio del noto doge Enrico. Nonostante la votazione fosse stata ripetuta, il risultato non mutò e alla fine si dovette ricorrere alla sorte che il 6 marzo 1229 portò Tiepolo sul trono ducale.

### Dogato

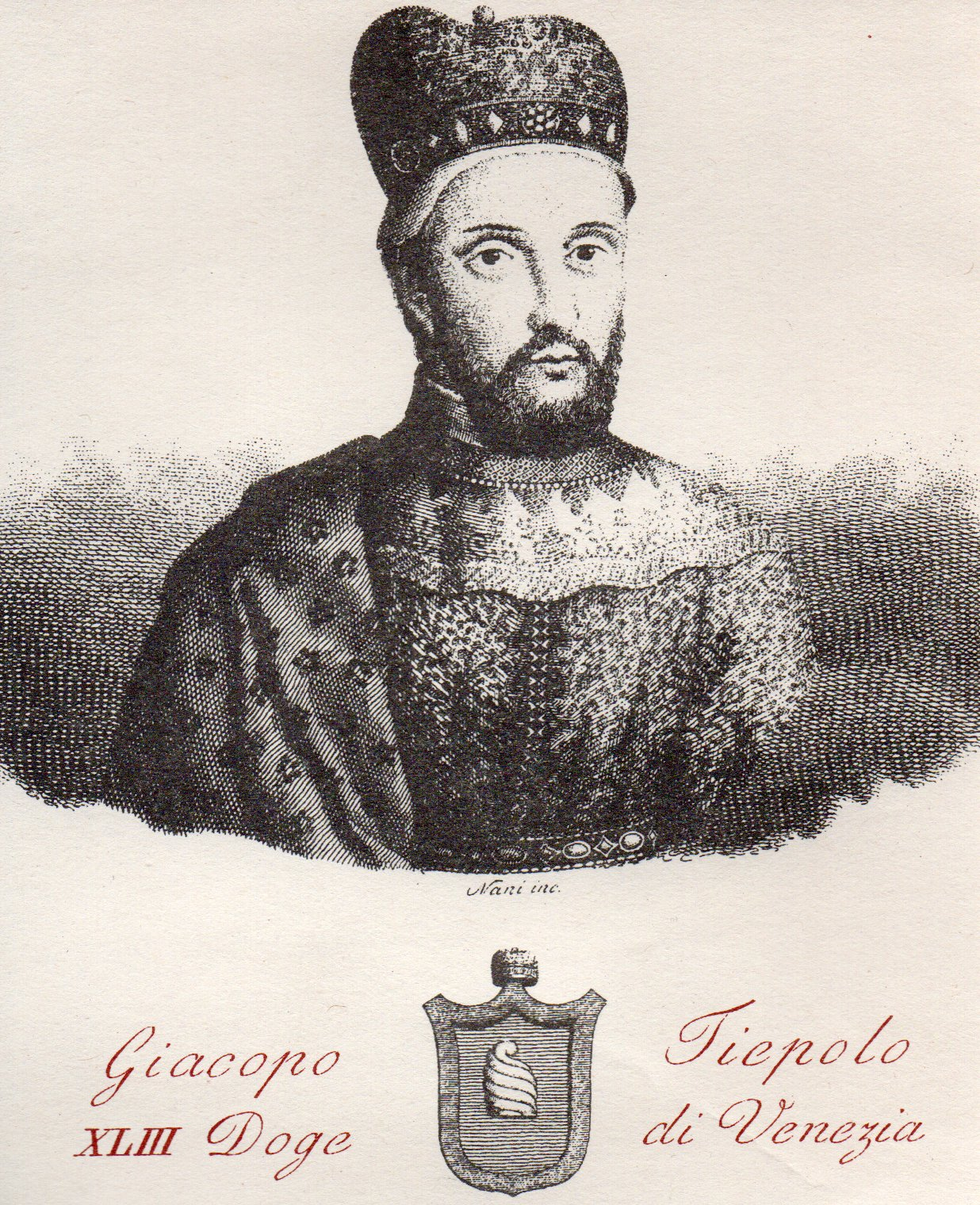
Doge Jacopo Tiepolo, incisiore Nani

Durante il governo del Tiepolo ebbero luogo una serie di riforme amministrative, volte in particolare ad aprire la politica alle famiglie del ceto mercantile da cui proveniva lo stesso doge. Furono così potenziati i vari consigli cittadini, specialmente il Maggior Consiglio, e fu istituito il Consiglio dei Pregadi, noto in seguito come Senato.
Tra le sue prime azioni vi fu la revisione degli statuti cittadini, con l'emanazione nel 1229 di nuove leggi riguardanti il diritto mercantile e nel 1232 di altre in materia criminale. Nel 1242 fu promulgato un nuovo corpo di statuti civili che raccogliesse in modo organico quanto già deciso dai governi precedenti.

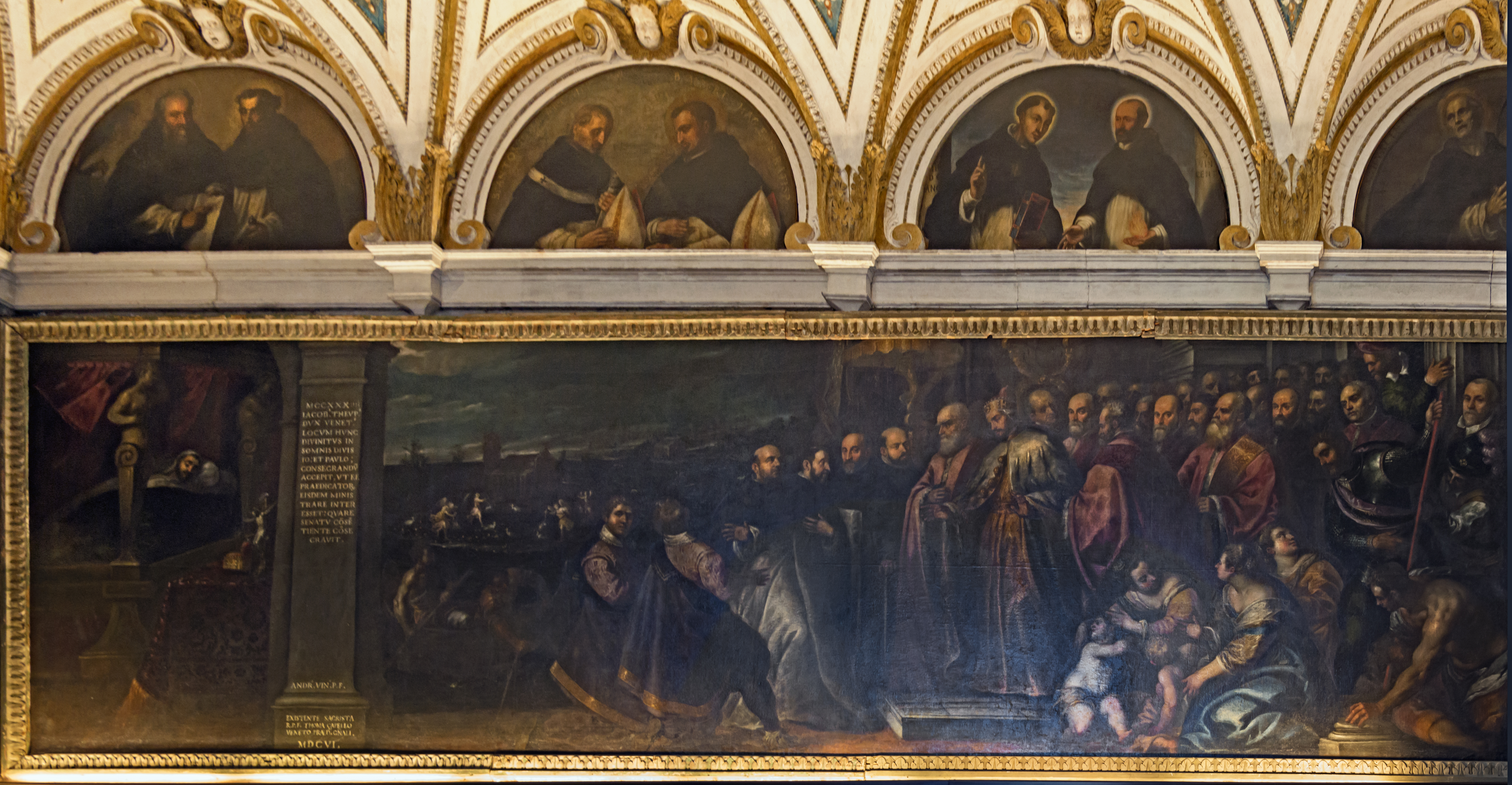
Andrea Vicentino, Sogno del doge Jacopo Tiepolo e Il doge dona il terreno ove sorgerà la basilica, 1606; Venezia, basilica dei Santi Giovanni e Paolo.

Per quanto riguarda l'ambito religioso, aprì la città agli Ordini mendicanti, donando a francescani e domenicani terreni di sua proprietà perché vi edificassero chiese e conventi: furono così fondate le chiese di Santa Maria Gloriosa dei Frari e dei Santi Giovanni e Paolo. Quest'ultima, secondo una leggenda, fu eretta dopo che il Tiepolo aveva sognato due colombe bianche coronate da una croce d'oro che volavano sopra una magnifica chiesa sorta tra i prati, in un luogo dove in precedenza c'erano solo paludi
; un'altra versione parla di una schiera di angeli che, attorno al preesistente oratorio di San Daniele, spargevano profumi con turiboli, mentre una voce pronunciava la frase «Questo è il luogo che scelsi per i miei Predicatori».
Relativamente ai commerci, il doge proseguì la politica del predecessore e diede vita a iniziative volte a favorire e consolidare i traffici marittimi. Si occupò in particolare di consolidare la presenza veneziana nei territori acquisiti con la quarta crociata, anche attraverso la difesa militare dell'Impero latino, e di aprire nuove rotte accordandosi con i potentati del Nord Africa e del Levante, ma anche dell'Adriatico orientale e della pianura Padana.
Questa politica, tuttavia, contrastava con gli interessi del Sacro Romano Impero e del suo sovrano Federico II di Svevia, il quale, uscito vittorioso dalla crociata indetta da papa Gregorio IX, intendeva intervenire negli equilibri politici dell'Oriente cristiano. Nel 1232 si recò in visita a Venezia e concesse alla città privilegi sui traffici con il Regno di Sicilia, sperando in cambio di ottenere un'alleanza contro il papa e i Comuni; il doge, tuttavia, lo accolse freddamente e non stipulò alcun accordo. Anzi, negli anni seguenti la Serenissima sostenne la Lega Lombarda, promuovendo la nomina di propri cittadini alla carica di podestà nelle città della terraferma veneta e della Lombardia perché vi perseguissero una politica anti-imperiale.
Dopo la battaglia di Cortenuova Venezia fu costretta a intervenire direttamente nel conflitto. Nel 1238 sottoscrisse con la rivale Genova un trattato di reciproca difesa, mentre l'anno successivo le due potenze stipularono un'intesa con papa Gregorio IX per dare vita all'invasione del Regno di Sicilia; se ne fosse uscita vittoriosa, a Venezia sarebbero spettate Barletta e Salpi, porti strategici per i traffici con l'Oriente.
Nonostante l'accordo, gli alleati procedettero ciascuno per proprio conto. Venezia, dopo aver attaccato Ravenna, nel 1240 occupò Ferrara. Sul fronte della Terrasanta, contribuì attivamente al crollo del regime di Federico II. Nel 1242 riconquistò Pola che si era sollevata.
Dopo questi eventi, il Tiepolo, che era rimasto vedovo, si risposò con Valdrada, figlia Tancredi di Sicilia, uno degli ultimi sovrani della dinastia d'Altavilla, e circolarono voci su sue presunte ambizioni al trono.
Queste dicerie, aggiunte ai gravi costi della guerra, portarono alla formazione di una forte opposizione interna. Nel 1245, come riporta il contemporaneo Martino da Canal, i rappresentanti veneziani di ritorno dal concilio di Lione (dove si era decisa la deposizione di Federico II), Marino Morosini, Ranieri Zeno e Giovanni Canal, furono catturati da Amedeo IV di Savoia, alleato dell'imperatore. Essi furono liberati su intercessione di quest'ultimo, con cui si scusarono, e sconfessarono la politica del doge asserendo di non aver mai avuto intenzione di deporlo. Il sovrano, dopo averli redarguiti, si dichiarò disponibile alla pace con Venezia per trarne reciproco vantaggio.
Dopo questo episodio e per tutta la durata del dogato del Tiepolo, Venezia non intraprese altre iniziative contro Federico. 

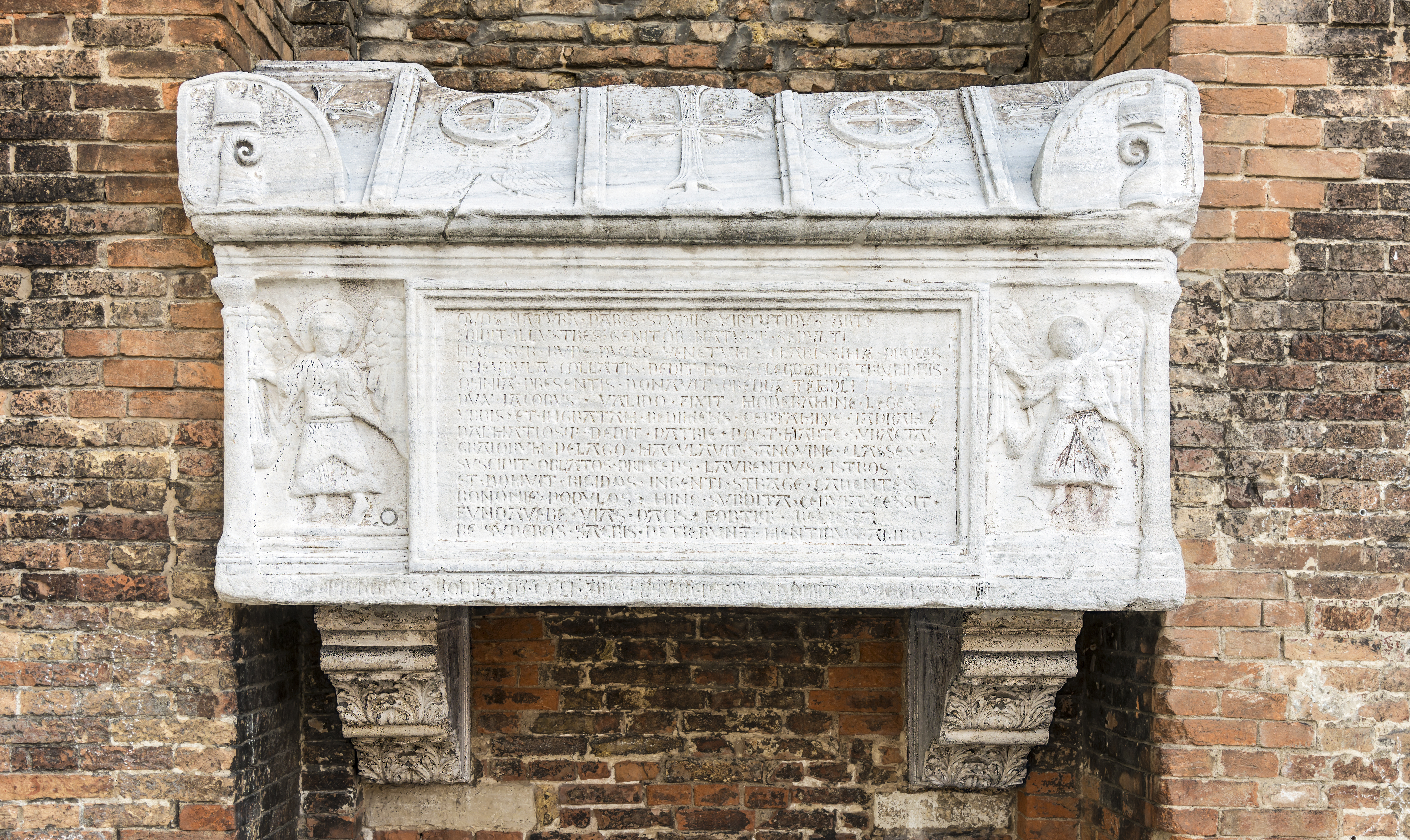
Tomba dei dogi Giacomo e Lorenzo Tiepolo.

Nel maggio del 1249 il doge, ormai in età avanzata, seguì l'esempio del proprio predecessore e si dimise, morendo il 19 luglio successivo. Fu sepolto nella basilica dei Santi Giovanni e Paolo, in un'arca ancora esistente.
Nella Sala del Maggior Consiglio di Palazzo Ducale il suo ritratto è accompagnato da un cartiglio con una scritta in latino che recita: "Armis recupero ladram legesque reformo. (Riconquisto Zara con le armi e riformo le leggi)."